# 식민지 근대화론
현대의 식민지 근대화론은 개발 경제학에서 1960~1970년대의 생산 요소, 1980년대의 내재적 기술 발전에 따른 경제 성장 모델이 한국에 잘 들어 맞지 않자 1990년대 들어서 결국 개발경제학자들이 제도로 이를 설명하려고 하였는데, 그에 따른 연구 결과 제도연구가 개발경제학의 흐름이 되자 1986년 North and Weingast의 논문 이후로 경제사에서도 제도연구가 도입되었다. 이에 따라 근대적 사유재산 제도, 회사법, 행정-사법 분리가 잘 갖추어져 경제 성장이 이루어졌으며, 이 제도들이 시기상 일제강점기에 기원했다는 주장이 힘을 얻어 식민지 근대화론이 대두되었다. 이와 관련해서 '자본주의 맹아론'을 두고 한국에서 논쟁이 있다.
한편, 당대를 살던 친일파 출신 윤치호는 일본이 한 것은 일본인을 위한 행위이지 조선인을 위해서 발전시킨 것은 아니라고 식민지 수탈론과 비슷한 논지로 반박한 바 있다. 그 근거로 윤치호는 일본이 놓은 철도와 산업시설이 파괴된다면 조선인보다 일본인들이 수백 배는 더 경제적인 손해를 볼 것이라 주장했다. 비슷한 논점으로, 식민지 근대화론이 부분적인 타당성에도 불구하고 오늘날 한국에서 그다지 받아들여지지 않는 것은, 일제강점기 후반부 민족말살기와 중일, 태평양 전쟁으로 인한 피폐화 등으로 인해 조선인들의 체감적 효과가 매우 떨어진 점도 있을 것이다. 뭐든 끝이 안좋으면 인식도 더 나빠지는 법이다.

## 한국
뉴라이트 계열의 안병직, 이영훈 전 교수 등이 식민지 근대화론을 지지하고 있다. 이의 반대론으론 조선 시대부터 이미 근대화적 요소가 발전하기 시작했다는 내재적 발전론이나 일제가 식민지를 수탈했다는 식민지 수탈론이 있다. 반대론자들은 식민지 근대화론자들이 부실한 통계와 일부 근대적 요소만으로 침소봉대하는 측면이 있다고 본다. 일제가 주도해 작성한 자료 자체에 대한 신뢰성 의문도 제기한다. 사대주의적 역사관이라는 비판도 있다. 다만 식민지 근대화론과 내재적 발전론은 동시성을 가졌다는 주장도 있다.

### 식민지 근대화론
현대 한국의 경제적·정치적 성장의 원동력을 일제 식민지 시대에서 찾는 역사 관점이다.
일제강점기의 무단통치기에 이어 문화통치기 시절 조선총독부는 한국인들에게 일본의 식민통치로 조선에 문명이 이식되었다고 주장했다. 그리고 조선총독부 설치 이후 설치된 각종 도로, 철도, 항구, 공장 산업 등을 예로 들었다. 그러나 독립운동가 겸 민권운동가였다 친일파로 전향했던 윤치호는 당시 일제가 조선을 문명화시킨 것은 일본을 위한 일이지 조선을 위한 일이 아니라고 주장하였다.

### 비판
일제강점기에 한국이 그 이전 시기보다 경제 면에서 발전했음을 부정하는 역사학자는 별로 없다. 그러나 윤치호도 지적했듯 그 의도가 조선인을 위한건 아니었으며, 실제 조선인은 후술되어있듯 억압당했고 종국엔 전쟁까지 치르면서 재산 몰수나 위안부, 강제징용 등의 고통을 겪어야 했다. 또 일본이 근대화한 곳 또는 공업지대를 만든 곳은 한국 북부가 많았는데, 남부에서 이뤄진 발전상은 그마저도 한국 전쟁을 통해 대거 파괴되었다. 즉, 이후의 발전은 식민지 근대화론과는 큰 상관이 없다고 주장할 여지도 있다.
정치면에서도 일제강점기 조선인은 정치에 참여할 수 없었고, 일제강점기 조선의 입법, 사법, 행정의 3권은 모두 조선총독부 총독이 장악하고 있었다. 또한, 사회적으로도 조선인은 일본인에 비해 같은 시간 일을 해도 임금을 적게 받는 것과 같은 차별을 당했고, 전혀 근대적이지 못한 법도 존재하였는데 그러한 면을 확실히 보여주는 예로 조선태형령, 국가 총동원법 등이 있다.
문화 면에서도, 조선인은 조선말과 한글을 마음껏 쓸 수 없었고, 창씨개명과 신사참배를 강요당하는 등 억압을 당했다.

### 반론
언급된 한계는 사실 근대화의 기초를 오로지 '생산시설의 비축'으로만 바라보고 있다는 점에서 식민지 근대화론을 잘못 이해하고 있는 셈이다. 이영훈 전 교수는 일제가 우리 시대에 남긴 유산으로 저러한 생산시설 뿐 아니라 근대적인 법과 제도, 시장경제 같은 제도적 유산과 일본 유학생들로 대표되는 인적 자본도 고려해야 한다고 말한다.

### 재반론
일제가 한국의 근대화에 기여한 유산으로서 근대적인 법과 제도를 꼽을 수 있으려면, 일제강점기 이전의 대한제국의 법과 제도가 근대적이지 못하였거나 근대화의 가능성이 보이지 않았으며, 일제강점기의 법률과 제도들이 확실히 근대성을 띠고 있어야 한다. 하지만 대한제국 시기에 정부는 토지개혁을 위해 양전 사업을 실시하고, 자본주의화를 위해 소유권의 국가적 법인인 지계(地契)를 발급하여 근대적 토지 소유 제도를 마련하였고, 상공업 진흥책(식산흥업정책)을 추진하였다. 이와 함께 일제강점기의 법과 제도 중에는 태형령과 같은 무단법령이 존재하여 전혀 근대적이지 않은 법률이 존재하였으며, 조선인의 집회, 결사 등의 자유가 모두 탄압되었다는 당시 상황을 통해서 결코 일제강점기의 법률과 제도가 쉽게 근대성을 띠고 있다고 보기도 어렵다.
또한, 대한제국기에 교육진흥책이 추진되어 기술학교와 사범학교 및 관립학교가 많이 설립되었고, 그뿐만 아니라 애국계몽운동에 의해 수많은 근대적 사립학교가 세워졌으나, 1905년 을사늑약 이후 대한제국에 대한 간섭을 강화한 일제가 1906년 학교령을 내림으로써 수많은 사립학교가 폐쇄되었다. 그리고, 일제강점기 일제가 식민지배의 일환으로 황국신민교육을 실시하며 조선인은 고등교육을 받지 못하게 하였고, 이에 1920년대 민족운동가들이 민립대학설립운동을 할 때 경성제국대학을 설립하여 좌절시키기도 하였다.

### 2차 반론과 재반론
그러나 이들 반론측 의견은 한쪽으로 편향된 의견이 일부 존재하며, 반론측 의견과 달리 일제가 일제강점기 당시 도입한 것들은 현대 한국의 정치-사회-교육등 다방면에서 쓰이고 있다. 참고로 해방 이후 식민지배 이전의 제도와 법을 도입하려 했지만 일본이 도입한 서구식 제도와 법의 효율성과 편리성이 지금도 쓸 수 있을만큼 높았기 때문에 무산됐다. 먼저 교육면에서는 여고와 남고의 개념, 고등교육(고등학교)의 개념이 현대 한국에서도 쓰이고 있으며, 매년 한국 초-중-고등학교에서 개최하는 운동회, 학예회, 수학여행 등은 모두 일제가 도입한 잔재이다. 또한 문화적으로 보면 한국에서 1년이 끝나고 새해를 맞이할 때 섣달 그믐날 밤에 울리는 제야의 종은 신토의 문화요소 중 하나로서, 일제때 도입된 것이다.
뿐만 아니라 스포츠면에서도 일제강점기 당시 모든 체육부분을 총괄하던 조선체육회는 후에 대한민국의 대한체육회가 되었으며, 야구와 축구 등의 한국의 인기스포츠 역시 일제가 시초이다. 역사기관 역시 일제가 조선에 두었던 조선사편수회가 진단학회를 거쳐 진단학회의 대표 이병도가 서울대학교 역사학과를 차리면서 한국의 역사학과 역시 일제강점기를 기원으로 두고 있다. 뿐만 아니라 언어적인 면에서도 일본제 한자어가 한국인의 생활-문학적으로 다방면에서 엄청난 영향력을 끼치고 있으며 한국의 많은 단어는 일본의 영향을 받은 일본제 한자어이다.
기존에 조선에 없었던 것들이 일제 도입 이후에 지금까지도 사용되고 있다면, 이는 결국 일제강점기가 조선민족이 일제의 것들을 받아들여 교육적, 문화적, 사회적으로 근대화된 시기라는 주장이 있다.
하지만 이것이 생활-문화적 영향력을 부분적으로 끼친 근거가 될 순 있지만, 식민지 근대화 운운하며 근대화적 발전의 근거라고 하기엔 반론의 여지가 많다. 당장 상기된 글에는 경제학적으로 유의미한 사례가 적고 그렇기에 침소봉대라는 말이 나오는 것이다. 또 이렇게 사회 전 분야적으로 따지면 사실 한국이나 일본이나 2차세계대전 이후 근현대화 기반의 모태는 제도적으로나 인적으로나 물적으로나 다수는 미국이 제공한 것이니 '미국 근현대화론'이라 불러도 크게 틀린 말은 아니다.

#### 일제강점기 당시 한국에 처음으로 도입된 것
- 교육
  - 수학여행 - 메이지 유신 이후 1907년 일본에서 행해지던 것.
  - 체육복
  - 일본제 한자어
  - 실업교육
  - 경성제국대학
  - 조선사편수회 - 한국 최초의 역사기관으로, 이후 진단학회를 거쳐 서울대학교 역사학과로 계승된다.
  - 유치원 - 과거 일본학자들이 독일어 킨더가르텐(Kindergarten)을 유치원으로 번역한 데서 비롯된 말로 일제강점기 국내에 들어왔다는 것이 정설.
- 문화/사회
  - 제야의 종 - 일본 종교 신토의 치례이다. 1992년 경성 방송국이 일본인 사찰에서 종을 빌린 뒤 라디오로 생방송한데서 유래.
  - 훈화 - 교내 교사와 교장이 학생에게 하는 말씀으로, '훈화'는 상사가 부하에게 '훈시'한다는 일제 용어에서 비롯됐다.
  - 회고사 - 교내 교장이 졸업식에 하는 말씀으로, 일제 칙령 148조 '국민학교령'에서 최초로 등장했다.
  - 선도부 - 일제 권위주의 상징이다.
  - 두발 제한 - 일제 때 도입되었다.
  - 조회 - 일제 때 도입되었다.
  - 화투 - 고스톱이라고도 한다. 일본에서는 'こいこい'(코이코이)라고 부른다.
  - 전국체전 - 조선체육회가 개최하던 전국운동대회. 후에 같은 이름으로 계승된다.
  - 한국 표준시 - 원래는 동경 127.5°가 기준이었는데 1912년 일본에서 효율적인 식민통치를 위해 표준시 기준을 동경 135°으로 변경.
  - 평(坪)수 - 아파트, 건물의 집넓이를 말할때의 단어로 토지계량 일제잔재.
  - 벛꽃축제
- 지명
  - 순서나 방위가 들어간 교명(校名)
  - 송도국제도시 - '송도'란 명칭은 러일전쟁 때 승리한 '송도함'의 이름을 따 생긴 지명이다.
  - 관수교 - 청계천에 있는 다리.
  - 조선체육회 - 일제 때 창설된 조선운동협회로, 후에 대한체육회의 전신이 된다.
  - 조선미술전람회 - 후에 대한민국미술전람회가 계승함.

#### 기업모태
- 삼성그룹:  1951년 무네이(棟居)양조장과 흥업은행을 불하받음. 다만 이전부터 사업을 하고 있었다.
- 한화그룹 : 조선유지 인천공장(조선화약공판)은 김종희에게 불하되어 한화그룹의 모태가 되었다.
- 두산그룹 : 소화기린맥주는 당시 관리인이었던 박두병에게 불하 되어 두산그룹의 계열사인 OB 맥주가 되었다.
- SK그룹 : 선경직물은 직원이던 최종건에게 불하되어 SK그룹의 모태가 되었다.
- 동양그룹 : 오노다 시멘트(ja) 삼척공장은 이양구에게 불하되어 동양시멘트가 되었다.
- 하이트맥주(주) : 삿포로 맥주는 명성황후의 인척인 민덕기에게 불하되어 조선맥주가 되었다. 1998년 하이트맥주(주)로 상호변경.
- 해태그룹 : 영강제과(永岡製菓)는 직원이던 박병규 등에게 불하되어 해태제과 합명회사가 되었다.
- 한국저축은행은 정수장학회의 설립 멤버이기도 한 삼호방직의 정재호에게 불하되었다.
- 이외 한진해운, 현대, 대한전선그룹, 대성그룹, 신동아, 효성그룹, 동국제강, CJ, LG 등 많은 해방 전후 대기업이 적산불하 받은 일제시대 기업을 모태로 두고 있다.[4][5] 허나 이는 일제 패망 이후 조선에 남겨진 일부 자산을 흡수한 것에 불과하기에 이를 모태라고 하는 것은 어불성설이란 비판도 있다. 좀 더 쉽게 말하자면 누구도 기업 합병이나 흡수를 모태라고 하진 않는다. 또 일제 시절 사업했던 모든 사업체가 일제 덕분이라는 식의 논리는 좀 과한 측면이 있다. 당장 상기된 신동아만 해도 일제의 문화통치 시절 영향으로 만들어진 언론사긴 하지만 민족말살기에 접어들면서 각종 통제와 탄압을 당했다.

#### 일제강점기 근대성장
- 산업근대화[6]
  - 농업비율 85% → 52%(33%p 감소)
  - 공업비율  8% → 26%(18%p 증가)

- 한국인 보유공장[7]
  - 39개(1910년) → 3963개(1938년)

- 국내총생산(Gross Domestic Product·GDP)[8]
  - 연평균 3.6%(1911년~1940년)

- 1인당 GDP 증가율[9]
  - 연평균 2.3%(1911년~1940년)

- 경제성장 요인(1911~1940년)[10]
  - 기술진보 36%
  - 기계·설비와 같은 자본 투입 44%

- 초등학교 취학율[11]
  - 1925년 12.2% → 1940년 33.8%

- 조선인 노동자수[12]
  - 1930년 200,000명 → 1941년 770,000명

- 조선인 기업(회사)[13]
  - 1921년 124개 → 1931년 781개 → 1935년 1243개 → 1939년 3137개
  - 1938년 조선인 공장 수는 3963개로 일본인 공장 수(2627개)보다 1300여개나 더 많았다.

- 도시화율[14]
  - 1789년부터 1920년까지 정체. 1920년부터 30년까지 도시인구 폭증.

일본이 주도한 근대화였지만, 일본인이 독차지한 것은 아니었으며, 한국인도 그로부터 자극과 영향을 받았을 뿐만 아니라 적극적으로 대응한 것이다.

## 당대의 시각

### 윤치호

좌옹 윤치호

구한 말의 독립운동가 겸 민권운동가인 윤치호는 일제강점기 내내 일제의 혜택론을 반박하였다. 그에 의하면 '조선에 충만한 것은 천황의 은혜가 아니라, 천황의 악의이다.'라고 단언하였다. 일본 천황의 은혜가 아니라며 일본의 덕에 조선이 개화가 되었다는 주장을 반박하였으며 1938년 수양동우회와 흥업구락부 사건, 청구구락부 사건으로 궁지에 몰리기 전까지 그는 공공연히 일본이 조선을 위해 일한 것이 없다, 일제가 조선을 합병한 이후 조선을 위해서 해준 것이 무엇이냐는 항변을 했다.
윤치호에 의하면 한국의 일부 양심적인 지식인들이 원하지 않았는데도 일제가 무단으로 한국을 점령해서 통치한다, 따라서 이는 혜택이라 볼수 없다고 봤다. 그는 일제가 힘을 앞세워 조선을 강제로 병합해놓고 조선인들에게 동화를 강요하고 있으며, 사회경제적으로 수탈과 차별을 실행하고 있다고 판단하고 있었다. 억지로 한국을 합병해놓고 식민 통치를 찬양하게 해 놓고 이것을 은혜라고 주장하는 것은 한마디로 억지라는 것이다.
일본 통치자들이 조선인 개인의 권리를 억압하는 것도 불만이었다. 특히 토지강탈정책과 조세정책을 중심으로 한 일제의 경제 정책과, 모든 부문에서 관행처럼 이루어지고 있던 민족차별정책에 대해 몹시 분개하고 있었다. 그는 일본을 침략자 내지는 지배자, 정복자로 이해하였다.
윤치호는 일제가 자본과 기술을 투자해 조선을 개발, 곧 근대화시키는 것이 조선과 조선인들보다는 일제와 일본인들에게 더 득이 된다고 생각했다. 그는 일본인들이 철도 및 도로의 확장, 관개사업 및 조림사업의 진전 등을 자랑삼아 자기들이 조선에 은혜를 베풀고 있다고 선전하는 것에 대해, '당장 그 모든 시설이 파괴되고 제거되면 일본인들이 조선인들에 비해 적어도 100배 이상의 (경제적) 손해를 볼 것'이라고 반박했다.
윤치호에 의하면 일제가 한국에 철도를 놓고, 도로를 놓고, 항구를 개척한 것은 일본을 위한 일이지 한국을 위한 일이 아니라고 했다. 일본이 조선의 공물과 곡식과 조선 땅에서 나오는 자원을 일본으로 약탈, 공출해가기 위한 것이지 조선인을 위해서 설치한 것이 아니라고 반박했다. 그는 일제의 통치에 의한 조선의 발전이란 것이 사실은 '일본의, 일본에 의한, 일본을 위한 발전'일 뿐이라고 인식하고 있었다. 그에 따라 1938년경까지 일제가 한국에 문명화와 선진화를 가져왔다는 주장은 터무니없는 주장, 일본을 위한 것이지 조선을 위한 것은 아니라며 일본과 총독부 측의 주장을 일축했다.

## 기타
일제강점기 당시 일제의 근대화론에 대한 기타 반박으로는 김성수, 안재홍, 송진우 등의 민족자본 육성론과 박정희의 1960년대 한국 산업화 육성론, 강만길의 대한제국 시절의 근대화 맹아론 등이 있다.

## 같이 보기
| - 일제강점기 - 새로운 역사 교과서를 만드는 모임 - 제국주의 - 민족사관, 식민사관 - 내재적 발전론 - 식민지 수탈론 - 자본주의 맹아론 - 반일종족주의 - 요시다 쇼인, 대동아 공영권, 정한론 | - 자유주의 - 김성수 - 김규식 - 송진우 - 복거일 - 안병직 - 이영훈 - 강만길 - 윤치호 |

## 참고 문헌 및 외부 링크
- 이영훈, '인적 자본과 제도' 남긴 식민지기 경제성장, 《인터넷 고대신문》, 2006.11.12.
- 정태헌, "경제성장론에는 국가존립에 대한 의문 부재", 《인터넷 고대신문》, 2006.11.18.
- [JERI 리포트 일제 식민지 근대화론 vs 수탈론 ]
- 한국 근대화, 일제시대 아닌 해방이 기폭제였다
- 경제학자가 본 한국사 (34) 식민지 공업화와 경제성장  보관됨 2017-12-01 - 웨이백 머신
- 동아시아역사재단 일제강점기
- 뉴라이트 교과서의 ‘반민족성’
- “한국자본주의 1950년대에 기초 다졌다”[깨진 링크(과거 내용 찾기)]
- 당신이 몰랐던 일제강점기의 잔재
- SBS, 청산되지 않은 일제 교육문화의 잔재들
- 일제 잔재의 ‘불편한 진실’
- 박한용 민족문제연구소 연구실장 "일본 제국주의가 식민통치를 위해 강제한 각종 문화나 제도가 특히 교육 현장에 많이 남아있다"
- 정태헌 (2010년 11월 24일). 《20세기 한국경제사》. 서울: 역사비평사. ISBN 978-89-7696-323-9.
- 이영훈 (2007년 5월 21일). 《대한민국 이야기: '해방전후사의 재인식' 강의》. 서울: 기피랑. ISBN 978-89-91965-60-7.